# 행정행위
행정행위(行政行爲, 영어: administrative act)는 광의로는 행정청의 모든 작용을 뜻하지만 일반적으로는 행정 처분의 의미로 행정 주체가 구체적인 사실에 대하여 법을 집행하기 위해 공권력을 발동하는 행위로서 단독적 공법 행위라고  정의된다. 행정행위는 강학상 개념으로 실정법에서나 실무상 사용되는 개념은 아니며, 처분이나 행정처분이라는 개념이 실무에서 널리 사용된다. 법적합성·예선적 효력·자기집행력·불가쟁력 및 불가변력 등의 특징을 갖는다.
|                        |
| 행정행위               |
| 행정행위의 분류        |
| 법률행위적 행정행위    |
| 하명 · 허가            |
| 면제 · 특허            |
| 대리 · 인가            |
| 준법률행위적 행정행위  |
| 확인행위 · 공증행위    |
| 통지행위 · 수리행위    |
| 성립요건               |
| 주체 · 내용            |
| 절차 · 형식            |
| 행정행위의 부관의 종류 |
| 조건 · 기한            |
| 부담 · 취소권 유보     |
| 법률효과의 일부배제    |

### 형성적 행정행위
형성적 행정행위는 상대방에게 권리, 능력 또는 포괄적 법률관계 기타 법률상의 힘을 발생, 변경, 소멸시키는 행정행위를 말한다. 형성적 행정행위는 직접 상대방을 위해 권리 등을 설정하거나 변경, 박탈하는 행위, 제3자를 위해 그 행위의 효력을 보충 완성하거나 제3자를 대신하는 행위로 나뉜다.

## 행정행위의 하자(흠)와 그 효과

### 하자있는 행정행위
효력에 따라 하자있는 행정행위는 무효인 행위와 취소할 수 있는 행위로 구별되며 무효인 행정행위는 외관상으로는 행정행위로서 존재하나 처음부터 전혀 법적 효과를 발생하지 않는 행위로서, 누구나 그 독자적 판단과 책임하에서 그 무효임을 주장할 수 있다. 반면 취소할 수 있는 행위는 그 성립에 흠이 있음에도 불구하고 일단 유효한 행위로 통용되어 다른 국가기관 또는 국민을 기속하고, 다만 행정쟁송 또는 직권에 의하여 취소됨으로써 비로소 그 효력을 상실한다.

##### 주체의 하자
행정기관의 권한의 범위를 넘어서는 행위는 원칙적으로 무효이지만, 5급 이상의 국가정보원 직원에 대해 임면권자인 대통령이 아닌 국가정보원장이 행한 의원면직처분은 당연 무효가 아니다

##### 절차의 하자
필요 불가결한 절차는 무효되고, 행정편의적, 참고적 절차는 취소된다.

### 하자의 치유
하자 있는 행정행위의 치유는 행정행위의 성질이나 법치주의의 관점에서 볼 때 원칙적으로 허용될 수 없는 것이고 예외적으로 행정행위의 무용한 반복을 피하고 당사자의 법적 안정성을 위해 이를 허용하는 때에도 국민의 권리나 이익을 침해하지 않는 위에서 구체적 사정에 따라 합목적적으로 인정하여야 한다
가령 행정청이 청문서 도달기간을 다소다어하더라도 영업자가 이에 대하여 이의하지 아니한 채 스스로 청문일에 출석하여 그 의견을 진술하고 변명하는 등 방어의 기회를 충분히 가졌다면 청문서 도달기간을 준수하지 아니한 하자는 치유되었다
행정절차의 하자는 행정쟁송 제기 이전까지 치유할 수 있다.
과세처분의 세액의 산출근거 등이 누락된 경우, 하자의 치유는 원칙적으로 허용될 수 없는데, 예외적으로 이를 허용하더라도 과세처분에 대한 불복신청에 편의를 줄 수 있는 상당한 기간내에 보충행위를 해야 그 하자가 치유된다
징계처분이 중대하고 명백한 흠 때문에 당연무효의 것이라면 징계처분을 받은 자가 이를 용인하였다 하여 그 흠이 치료되는 것은 아니다
허가취소 처분의 근거와 위반사항의 적시를 빠뜨린 하자는 피처분자가 처분 당시 그 취지를 알고 있었다거나 그 후 알게 되었다고 하여도 이로써 치유될 수는 없다

#### 판례
- 기업자의 과실로 인하여 토지소유자나 관계인을 알지 못하여 그들로 하여금 참가케 하지 아니하고 한 수용재결이 당연무효라고 할 수 없다.[9]
- 입지선정위원회의 구성방법과 절차가 주민대표나 주민대표 추전에 의한 전무가의 참여 없이 이루어지는 등 위법한 경우 그 의결에 터잡아 이루어진 폐기물처리시설 입지결정처분은 무효이다.[10]
- 도지사의 인사교류안 작성과 그에 따른 인사교류의 권고가 전혀 이루어지지 않은 상태에서 인사교류처분은 무효이다.[11]
- 과세관청이 과세예고 통지 후 과세전적부심사 청구나 그에 대한 결정이 있기 전에 과세처분을 한 경우, 특별한 사정이 없는 한 그 과세처분은 절차상 하자가 중대･명백하여 당연무효이다.[12]
- [2] 한국고속철도건설공단의 경부고속철도 서울차량기지 정비창 건설사업에 관한 환경영향평가 내용의 부실의 정도가 환경영향평가제도를 둔 입법 취지를 달성할 수 없을 정도이어서 환경영향평가를 하지 아니한 것과 다를 바 없는 정도의 것은 아니라는 이유로 위 사업의 실시계획의 승인처분이 위법하지 아니하다[13]

### 행정행위의 무효와 취소
행정 행위의 무효는 외관상 행정 행위가 존재하지만 중대하고 명백한 하자가 있어서 처음부터 효력을 가지지 못하는 경우를 말한다. 행정 행위의 무효는 처음부터 외관상으로도 존재하지 않은 행정 행위의 부존재와 구별되고, 일단 효력을 발생하나 나중에 그 무효를 소급적으로 인정하는 행정 행위의 취소와도 다르다. 무효 원인의 하자가 있는 행정 행위는 행정청의 특별한 의사표시 없이 당연히 효력이 발생하지 않으며, 누구든지 또한 언제든지 무효를 주장할 수 있다.

#### 무효사유와 취소사유

##### 무효사유
주체상의 하자
정당한 권한이 없는 자의 행위
공무원이 아닌 자(예 : 결격자임에도 공무원으로 임용된 자 또는 정년임기만료면직 등으로 공무원신분을 상실한 자)가 행한 행위는 무효이다. 단, 공무원이 아닌 것이 명백한 사인이 행한 행위는 부존재에 해당된다.
무권한 또는 권한유월의 행위
예를 들어, 경찰서장의 조세부과처분, 서울특별시장의 경기도에 소재한 유흥음식점영업허가, 행정자치부장관의 군인에 대한 징계처분은 무효이다.
내용상의 하자
내용이 실현불능인 행위는 무효이다. 여성에 대한 입영명령, 사자(死者)에 대한 조세부과처분, 존재하지 않는 건축물에 대한 철거명령 등이 이에 해당된다.
절차상의 하자
통설은 이해관계의 조정 내지 당사자의 권익보호를 위한 절차를 결한 행위는 무효로, 행정의 원활 또는 효율성을 위한 절차를 결한 행위는 취소사유로 본다. 판례는 절차상의 하자를 주로 취소사유로 보고 있다.

##### 취소사유
선량한 풍속 기타 사회질서(공서양속)에 위반한 행위 : 통설은 취소사유로 본다.(그러나, 대한민국 민법과 독일행정절차법은 무효사유로 규정하고 있다.)
행정처분을 한 행정청은 그 처분의 성립에 하자가 있는 경우, 이를 취소할 별도의 법적 근거가 없다 하더라도 직권으로 취소할 수 있다
수익적 행정행위의 경우에는 그 처분을 취소하여야 할 공익상 필요가 취소로 인하여 당사자가 입게 될 불이익을 정당화할 만큼 강한 경우에 한하여 취소할 수 있다

## 행정행위의 철회
행정행위의 철회는 일단 하자 없이 적법하게 성립된 유효한 행정행위가 사후의 사정을 근거로 행정청이 그 효력을 상실시키는 것을 말하며, 행정행위의 성립 당시 하자를 근거로 그 효력을 상실시키는 (직권)취소와는 구별된다. '철회'는 강학상 개념으로, 실정법 및 실무에서는 '취소'라는 용어를 사용한다(예 : 음주운전자에 대한 운전면허취소 등).
행정행위를 철회할 때 반드시 법률상의 근거를 요구하는가에 관하여 적극설, 소극설, 절충설 등이 대립하며 판례는 사정변경 등 철회사유가 있는 예외적인 경우에는 법적 근거가 없더라도 철회가 가능하다고 판시하고 있다.철회의 주된 사유로는 (1) 법령에 의한 명시적 수권, (2) 철회권의 유보, (3) 부담의 불이행, (4) 사실관계의 변경, (5) 근거법령의 변경, (6) 중대한 공익상의 필요 등이 있다.
판례는 행정행위를 한 처분청은 비록 그 처분 당시에 별다른 하자가 없었고, 또 그 처분 후에 이를 철회할 별도의 법적 근거가 없다 하더라도 원래의 처분을 존속시킬 필요가 없게 된 사정변경이 생겼거나 중대한 공익상의 필요가 발생한 경우에는 그 효력을 상실케 하는 별개의 행정행위로 이를 철회할 수 있다고 한다.

### 철회의 사유

##### 침익적 행위
원칙적으로 철회는 가능하다고 하겠지만, 통설과 판례에 따르면, 사인(私人)은 적법한 침익적인 행위에 대한 철회청구권을 갖지 아니하므로 신청권이 없어 그 거부를 다툴 수 없다고 본다.

##### 수익적 행위
철회권의 유보, 부담의 불이행, 사실관계의 변화, 법적 상황의 변화, 공익상 중대한 침해의 경우에 철회는 가능하다고 하며 수익적 행위의 철회는 침익적인 결과를 가져오므로, 침해되는 적법한 사익과 실현하고자 하는 공익과의 이익형량이 필요하다.

## 행정행위의 분류

### 기속행위와 재량행위

#### 기속행위
기속행위(羈束行爲) 혹은 법규재량(法規裁量)은 법규상 구성요건에서 정한 요건이 충족되면 행정청이 반드시 어떠한 행위를 발하거나 말아야 하는 행정기관에게 재량의 여지를 주지 아니하고 행정기관은 다만 법규의 내용을 그대로 집행(執行)하는 조세과징행위와 같은 것을 말한다. 행정행위를 행할 때, 또는 행위의 내용을 결정할 때 행정기관에게 자유로운 재량이 인정되는 재량행위(裁量行爲)와 대비되는 개념이다.

#### 재량행위
재량행위(裁量行爲, Ermessensakte)는 행정 법규가 허용하는 범위 안에서 행정청에서 일정한 선택이나 판단의 권한을 부여하는 것, 즉 행정청이 법률에서 규정한 행위 요건을 실현함에 복수(複數) 행위 간의 선택의 자유가 인정되어 있는 행정 행위를 말한다. 재량권 영으로 수축이론에 의해 행정개입청구권이 성립할 수 있으므로 행정청의 재량영역일지라도 법률상 이익내지 주관적 공권이 도출될 수 없는 것은 아니다.

## 행정행위의 내용

### 인가
인가(認可)는 제3자의 법률적 행위를 보충하여 그 법률상 효과를 완성시켜 주는 행정 행위를 말하며, 반드시 법률 행위이어야 한다.
이 경우에 법률 행위는 공법상의 행위이거나 사법상의 행위이거나를 묻지 않는다. 언제나 구체적 처분의 형식으로 행하여지며 원칙적으로 불요식행위이다. 또한 인가는 당사자의 신청이 있는 경우에만 행하여지는 것이 원칙이다(쌍방적 행정 행위, 협력을 요하는 행정 행위).

### 허가
허가(許可)는 법령에 의한 일반적·상대적 금지(부작위의무)를 특정한 경우에 해제하여 적법하게 일정한 사실행위 또는 법률 행위를 할 수 있도록 자유를 회복시켜 주는 행정 행위를 말한다. 하명에 의한 금지를 해제하여 자연의 자유 또는 법률 행위를 특정의 경우에 회복시켜 주는 명령적 행위이다(다수설, 판례).

### 특허
특허(特許)는 특정인을 위하여 새로운 법률상의 힘을 부여하는 행위를 말하며, 특허는 상대방에게 권리 등을 설정하여 주는 형성적 행위이다.
특허는 상대방에게 이익을 주는 행위이고, 출원을 특허의 효력 요건으로 보아 신청을 요하는 쌍방적 행정 행위로 본다(다수설). 특허는 공익상 필요에 의하여 특별히 권리를 설정하여 주는 것이므로 특허를 할 것인지의 여부는 행정청의 재량에 속함이 보통이다(다수설, 판례). 다만, 법령의 규정에 의하여 기속 행위로 볼 수 있는 경우가 있다. 특허는 처분의 형식(특허처분)으로 행하여지며 특수법인의 설립과 같이 법령에 의하여 행하여지는 경우는 엄격한 의미에서 특허가 아니다.
특허는 특정인에 대하여 행하여지므로 일정한 형식을 요구하는 경우를 제외하고는 원칙적으로 불요식 행위이다. 특허는 상대방의 출원이 필요 요건이다(다수설). 상대방에게 권리·능력 기타 법률상의 힘을 발생시키며, 특허에 의하여 설정되는 권리는 공권임이 보통이지만 사권인 경우도 있다(예 : 광업 허가에 의한 광업권, 어업 면허에 의한 어업권 등). 대인적 특허의 효과는 타인에게 이전이 불가능하지만 대물적 특허의 효과는 특허의 전제가 되는 물건이나 권리와 함께 이전이 가능하다.

### 사인의 공법행위
사인의 공법행위란 공법관계에서 사인이 행하는 행위로서, 공법적 효과를 발생시키는 일체의 행위를 말한다.

### 행정행위의 부관
행정행위의 효과를 제한하기 위하여 주된 의사표시에 부가된 종된 의사표시를 말한다.

### 판례
- “구 도시 및 주거환경정비법(2007. 12. 21. 법률 제8785호로 개정되기 전의 것)상 재개발조합설립 인가신청에 대하여 행정청의 조합설립인가처분이 있은 이후에 조합설립결의에 하자가 있음을 이유로 재개발조합 설립의 효력을 부정하기 위해서는 항고소송으로 조합설립인가처분의 효력을 다투어야 하고, 특별한 사정이 없는 한 이와는 별도로 민사소송으로 행정청으로부터 조합설립인가처분을 하는 데 필요한 요건 중의 하나에 불과한 조합설립결의에 대하여 무효확인을 구할 확인의 이익은 없다고 보아야 한다.”[20]

- 구 도시정비법상 주택재개발정비사업조합(이하 ‘재개발조합’이라고 한다)은 주택재개발사업(이하 ‘재개발사업’이라고 한다)의 추진위원회가 정비구역 안에 소재한 토지 또는 건축물의 소유자 또는 그 지상권자(이하 ‘토지등소유자’라고 한다)로부터 조합설립의 동의(이하 이 동의를 가리켜 ‘조합설립결의’라고 한다)를 받은 다음, 관계 법령의 요건과 절차에 따라 행정청에 재개발조합 설립 인가신청을 하여 행정청으로부터 조합설립의 인가를 받아 등기함으로써 법인으로 성립한다(구 도시정비법 제16조 제1항, 제5항, 제18조). 위와 같은 절차를 거쳐 설립된 재개발조합은 재개발사업의 사업시행자로서 조합원에 대한 법률관계에서 특수한 존립목적을 부여받은 행정주체로서의 지위를 갖게 되고, 이러한 행정주체의 지위에서 정비구역 안에 있는 토지 등을 수용하고( 구 도시정비법 제38조), 관리처분계획(구 도시정비법 제48조), 경비부과처분( 구 도시정비법 제61조) 등과 같은 행정처분을 할 수 있는 권한을 부여받게 되므로, 재개발조합설립 인가신청에 대한 행정청의 조합설립인가처분은 단순히 사인들의 조합설립행위에 대한 보충행위로서의 성질을 갖는 것이 아니라 법령상 일정한 요건을 갖출 경우 행정주체(공법인)의 지위를 부여하는 일종의 설권적 처분의 성격을 갖는 것이라고 봄이 상당하다.[21]

- 구 도시 및 주거환경정비법(2007. 12. 21. 법률 제8785호로 개정되기 전의 것)상 재개발조합이 공법인이라는 사정만으로 재개발조합과 조합장 또는 조합임원 사이의 선임·해임 등을 둘러싼 법률관계가 공법상의 법률관계에 해당한다거나 그 조합장 또는 조합임원의 지위를 다투는 소송이 당연히 공법상 당사자소송에 해당한다고 볼 수는 없고, 구 도시 및 주거환경정비법의 규정들이 재개발조합과 조합장 및 조합임원과의 관계를 특별히 공법상의 근무관계로 설정하고 있다고 볼 수도 없으므로, 재개발조합과 조합장 또는 조합임원 사이의 선임·해임 등을 둘러싼 법률관계는 사법상의 법률관계로서 그 조합장 또는 조합임원의 지위를 다투는 소송은 민사소송에 의하여야 할 것이다.[22]

- “도시 및 주거환경정비법상 행정주체인 주택재건축정비사업조합을 상대로 관리처분계획안에 대한 조합 총회결의의 효력 등을 다투는 소송은 행정처분에 이르는 절차적 요건의 존부나 효력 유무에 관한 소송으로서 그 소송결과에 따라 행정처분의 위법 여부에 직접 영향을 미치는 공법상 법률관계에 관한 것이므로, 이는 행정소송법상의 당사자소송에 해당한다.”[23]

- “(국토이용관리법상) 같은 법 제21조의3 제1항 소정의 허가가 규제지역 내의 모든 국민에게 전반적으로 토지거래의 자유를 금지하고 일정한 요건을 갖춘 경우에만 금지를 해제하여 계약체결의 자유를 회복시켜 주는 성질의 것이라고 보는 것은 위 법의 입법취지를 넘어선 지나친 해석이라고 할 것이고, 규제지역 내에서도 토지거래의 자유가 인정되나 다만 위 허가를 허가 전의 유동적 무효 상태에 있는 법률행위의 효력을 완성시켜 주는 인가적 성질을 띤 것이라고 보는 것이 타당하다.”[24]

## 행정처분
행정처분(行政處分) 또는 처분(處分)이란 행정청이 행하는 구체적 사실에 관한 법집행으로서의 공권력의 행사 또는 그 거부와 그밖에 이에 준하는 행정작용을 말한다. 예를 들어 공기업의 특허, 조세 부과 등이 행정처분에 속한다.

## 판례

### 하자있는 행정행위의 철회
- 행정행위를 한 행정청은 비록 발령 당시에는 별다른 하자가 없었고 또 철회할 수 있다는 개별법상 별도의 법적 근거가 없다 하더라도 그 발령 후에 중대한 공익상의 필요가 있는 때에는 공익·사익 간 비교·형량을 거쳐 그 행정행위를 장래를 향하여 철회할 수 있다.[26]
- 행정행위를 한 처분청은 그 행위에 하자가 있는 경우에는 별도의 법적 근거가 없더라도 스스로 이를 취소할 수 있고, 다만 수익적 행정처분을 취소할 때에는 이를 취소하여야 할 공익상의 필요와 취소로 인하여 당사자가 입게 될 기득권과 신뢰보호 및 법률생활 안정의 침해 등 불이익을 비교·교량한 후 공익상의 필요가 당사자가 입을 불이익을 정당화할 만큼 강한 경우에 한하여 취소할 수 있으며, 나아가 수익적 행정처분의 하자가 당사자의 사실은폐나 기타 사위의 방법에 의한 신청행위에 기인한 것이라면 당사자는 처분에 의한 이익이 위법하게 취득되었음을 알아 취소가능성도 예상하고 있었다 할 것이므로, 그 자신이 처분에 관한 신뢰이익을 원용할 수 없음은 물론 행정청이 이를 고려하지 아니하였더라도 재량권의 남용이 되지 아니한다. 한편 당사자의 사실은폐나 기타 사위의 방법에 의한 신청행위가 있었는지 여부는 행정청의 상대방과 그로부터 신청행위를 위임받은 수임인 등 관계자 모두를 기준으로 판단하여야 한다[27]
- 하자 있는 행정행위에 있어서 하자의 치유는 행정행위의 성질이나 법치주의의 관점에서 볼 때, 원칙적으로는 허용될 수 없으나 행정행위의 무용한 반복을 피하고 당사자의 법적 안정성을 보호하기 위하여 국민의 권리와 이익을 침해하지 아니하는 범위 내에서 구체적인 사정에 따라 예외적으로 허용될 수 있다[28]

### 처분성
- 국가인권위원회의 성희롱결정 및 시정조치권고는 행정소송의 대상이 되는 행정처분이다.[29]
- 종래 수리를 요하지 않는 신고의 수리거부는 처분성이 인정되지 않는 것으로 보았으나 판례는 건축신고반려행위를 처분으로 보고 있다.[30]
- 보건복지부 고시인 약제급여, 비급여목록 및 급여상한금액표는 다른 집행행위의 매개 없이 그 자체로서 국민건강보험가입자, 국민건강보험공단, 요양기관 등의 법률관계를 직접 규율하는 성격을 가지므로 항고소송의 대상이 되는 행정처분에 해당한다.[31]
- 군의관이 행한 병역법상 신체등위판정은 행정처분에 해당되지 아니한다.[32]
- 행정청이 국민의 신청에 대하여 한 거부행위가 항고소송의 대상이 되는 행정처분에 해당하려면, 행정청의 행위를 요구할 법규상 또는 조리상의 신청권이 그 국민에게 있어야 하고, 이러한 신청권의 근거 없이 한 국민의 신청을 행정청이 받아들이지 아니한 경우에는 그 거부로 인하여 신청인의 권리나 법적 이익에 어떤 영향을 주는 것이 아니므로 이를 항고소송의 대상이 되는 행정처분이라고 할 수 없다.[33]
- 한국마사회가 기수에 대한 징계처분은 행정처분이 아니다.[34]
- 지방의회 의장에 대한 불신임의결은 의장으로서의 권한을 박탈하는 행정처분의 일종으로서 항고소송의 대상이 된다.[35]
- 어업권면허에 선행하는 우선순위결정은 강학상의 확약에 불과하고 행정처분이 아니다.[36]
- 청소년유해매체물 결정 및 고시 처분은 법적 효력을 갖는 행정처분의 종류 중 하나인 일반처분이다.[37]
- 대학교원의 임용권자가 임용기간이 만료된 조교수에 대하여 재임용을 거부하는 취지로 한 임용기간만료의 통지는 대학교원의 법률관계에 영향을 주는 것으로서 처분에 해당한다.[38]
- 혁신도시의 최종입지 선정행위는 상대방 또는 관계자들의 법률상 지위에 직접적인 영향을 미치는 행정처분이 아니다.[39]
- 서울특별시의 "철거민에 대한 시영아파트 특별분양개선지침"은 서울특별시 내부에 있어서의 행정지침에 불과하고 지침 소정의 사람에게 공법상의 분양신청권이 부여되는 것이 아니라 할 것이므로 서울특별시의 시영아파트에 대한 분양불허의 의사표시는 항고소송의 대상이 되는 행정처분으로 볼 수 없다.[40]

- 행정청이 국민의 신청을 거부하는 행위를 한 경우에 그 거부행위가 행정처분이 되기 위하여는 우선 국민에게 법규상 또는 조리상의 신청권이 인정되어야 하는데, 주택개량재개발사업계획의 변경에 관하여는 사업지구내 토지 등의 소유자라 하더라도 그 변경신청을 할 수 있는 법규상의 근거가 없을 뿐 아니라, 재개발사업의 성격에 비추어 보더라도 그와 같은 신청권을 인정할 수 없으므로, 결국 재개발 사업지구 내 토지 등의 소유자의 재개발사업에 관한 사업계획 변경신청에 대한 불허통지는 항고소송의 대상이 되는 행정처분에 해당하지 아니한다.[41]
- 볼링장영업을 위한 체육시설업신고 수리거부처분은 항고소송의 대상이 되는 행정처분이라 할 것이다.[42]

- 고시 또는 공고의 법적 성질은 일률적으로 판단될 것이 아니라 고시에 담겨진 내용에 따라 구체적인 경우마다 달리 결정된다고 보아야 한다. 즉, 고시가 일반, 추상적 성격을 가질 때는 법규명령 또는 행정규칙에 해당하지만, 고시가 구체적인 규율의 성격을 갖는다면 행정처분에 해당한다.[43]

### 무효인 행정행위
- 적법한 건축물에 대한 철거명령은 그 하자가 중대하고 명백하여 당연무효라고 할 것이고, 그 후행행위인 건축물철거 대집행계고처분 역시 당연무효라고 할 것이다.[44]
- 그런데 환경영향평가를 거쳐야 할 대상사업에 대하여 환경영향평가를 거치지 아니하였음에도 불구하고 승인 등 처분이 이루어진다면, 사전에 환경영향평가를 함에 있어 평가대상지역 주민들의 의견을 수렴하고 그 결과를 토대로 하여 환경부장관과의 협의내용을 사업계획에 미리 반영시키는 것 자체가 원천적으로 봉쇄되는바, 이렇게 되면 환경파괴를 미연에 방지하고 쾌적한 환경을 유지·조성하기 위하여 환경영향평가제도를 둔 입법 취지를 달성할 수 없게 되는 결과를 초래할 뿐만 아니라 환경영향평가대상지역 안의 주민들의 직접적이고 개별적인 이익을 근본적으로 침해하게 되므로, 이러한 행정처분의 하자는 법규의 중요한 부분을 위반한 중대한 것이고 객관적으로도 명백한 것이라고 하지 않을 수 없어, 이와 같은 행정처분은 당연무효이다.[45]

- 갑 주식회사가 학교환경위생정화구역 안에 있는 사업부지에 관광호텔을 신축하고자 관할 교육지원청 교육장에게 학교보건법 제6조 제1항 단서 규정에 따른 학교환경위생정화구역 내 금지행위 및 시설의 해제신청을 하였으나, 교육장이 인근 3개 학교장에게서 교육환경 저해 여부 조사보고서 및 의견을 제출받은 후 학교환경위생정화위원회 심의를 거쳐 이를 받아들이지 않는다는 취지의 통보를 한 사안에서, (심의를 거쳐야 한다는 규정도 없으므로) 위 처분이 적법절차의 원칙을 위반하거나 재량권을 일탈·남용한 것으로 볼 수 없다.[46]

- 부동산을 양도한 사실이 없음에도 세무당국이 부동산을 양도한 것으로 오인하여 양도소득세를 부과하였다면 그 부과처분은 착오에 의한 행정처분으로서 그 표시된 내용에 중대하고 명백한 하자가 있어 당연 무효이다[47].

## 참고 문헌
- 김철용, 행정법, 고시계사, 2012. ISBN 9788958223832